# DeDee Nathan
LeShundra Nathan, detta DeDee (Birmingham, 20 aprile 1968), è un'ex multiplista statunitense.

## Palmarès

### Mondiali indoor
- 1 medaglia:
  - 1 oro (Maebashi 1999 nel pentathlon)

### Giochi panamericani
- 2 medaglie:
  - 1 oro (L'Avana 1991 nell'eptathlon)
  - 1 bronzo (Mar del Plata 1995 nell'eptathlon)